# كذبة العقل
مسرحية كذبة العقل هي مسرحية كتبها سام شيبرد ،وأول عرض مسرحي لها كان في المسرح الصغير برومينيد  وذلك في الخامس من ديسمبر لعام 1985 للميلاد. وقد أخرج سام شيبرد المسرحية بنفسه مع النجوم :هارفي كيتل بدور (جيك) و أماندا بلمر بدور (بيث) ،و ايدن كوين بدور (فرانكي) ،و جيرالدين بيج بدور (لورين) ،و ويل باتون بدور (مايك). وقد قامت فرقة ريد كلي رامبلز بعزف موسيقى البلوقراس التقليدية لشمال كارولينا.
وقد اعتبر بعض النقاد هذه المسرحية كختام لخماسية شيبارد والمتضمنة ثلاثيته الشهيرة والتي تحوي المسرحيات التالية:
- لعنة الفئة الجائعة Curse of the Starving Class
- الطفل المدفون الطفل المدفون
- الغرب الحقيقي True West
- بالإضافة إلى : جنون في سبيل الحب Fool for Love[3]

## موجز الحبكة
تتضمن المسرحية ثلاثة فصول تقع أحداثها في غرب أمريكا. كما تتنقل الأحداث ما بين عائلتين تعرضت إحداهما لعنف زوجي شديد قاد العائلتين لتبدلات استمرت إلى أن وقعت صدمة نهائية في غرفة منعزلة. أفراد العائلة الأولى هم : بيلور ، ميغ ، بيث ، ومايك. أما العائلة الأخرى فتتألف من أربعة أفراد وهم لورين، سالي، فرانكي، جيك ، وهذه العائلة مرتبطة بالأولى من خلال علاقة زوجية بين جيك وبيث والتي تعرضت في بداية المسرحية لضرب مبرح على يدي جيك أدى لدخولها للمستشفى لاحقاً. و في سبيل الكشف عن معاني الخلل الوظيفي للأسرة وكذلك طبيعة الحب، تحوم الاحداث حول جيك الذي ظل يبحث عن بيث والتي عانت مع أسرتها من تلف الدماغ الذي تعرضت له.

## تاريخ الإنتاج
أول إنتاج للمسرحية كان في مسرح برومينيد في مدينة نيويورك في الخامس من ديسمبر لعام 1985. أما أبطال المسرحية فهم :
- جيمس غامون بدور بيلور
- هارفي كيتل بدور جيك
- جيرالدين بيج بدور لورين
- ويل باتون بدور مايك
- أماندا بلمر بدور بيث
- ايدن كوين بدور فرانكي
- آن ويدجروث بدور ميغ
- كارين يونغ بدور سالي

### إعادة إحياء المسرحية
كان أول إحياء استثنائي لمسرحية كذبة العقل في شتاء عام 2010 للميلاد والذي نفذ على مسرح آكورن بأداء مجموعة ذ نيو قروب. وقد كان مخرجها إيثان هوك مع طاقم من الممثلين يضم : كيث كارادين بدور بيلور، و جوش هاملتون بدور فرانكي ، مارين ايرلندا بدور بيث، لوري ميتكاف بدور ميغ و أليساندرو نيفولا بدور جيك ، و ماغي سيف بدور سالي و فرانك ويلي بدور مايك و كارين يونغ بدور لورين وبدورسالي في عام 1985 للميلاد. وقد بدأ عرض المعاينات للمسرحية في التاسع والعشرين من يناير لعام 2010 بالإضافة لمواعيد محدودة لعرضها في الثامن عشر من فبراير وحتى العشرين من مارس لعام 2010. وقد رشحت المسرحية لتفوز بخمس من جوائز لوسيل لورتيل متضمنة جائزة الإحياء الأكثر تميزاً للعمل الفني ،واثنتان من جوائز دراما ديسك وجائزة مخرج المسرحية المتميز .أما بخصوص الممثلين فقد تم تمييزهم بوضعهم في قائمة نيويورك لأفضل ممثلي المسرحيات لعام 2010.

## الجوائز والترشحيات
- جائزة دراما ديسك لأكثر المسرحيات تميزاً لعام 1986.
- جائزة دائرة نقاد الدراما بنيويورك لأفضل مسرحية لعام 1986.
- جائزة دائرة النقاد الخارجية لأفضل مسرحية استثنائية لعام 1986.
- المسرحية المرشحة لجائزة لوسيل لورتيل للإحياء الأكثر تميزا للعمل الفني لعام 2010.